# Gaudello
Gaudello è una frazione di 297 abitanti del comune napoletano di Acerra, nella città metropolitana di Napoli, in Campania.

## Geografia fisica
Frazione della Valle di Suessola, si trova alle porte della Valle Caudina e dell'Agro nolano.
Si trova a nord-est di Acerra da cui dista circa 5 km, confinante a nord con Cancello scalo, frazione di San Felice a Cancello in provincia di Caserta, a est confina con la frazione di Pezzalunga, di cui anche essa fa parte del comune di Acerra. Il suo territorio è prevalentemente pianeggiante, affiancato al monte Gaudello (1.226 m s.l.m.).

## Storia
Anticamente parte della frazione di Gaudello ha fatto parte della città antica di Suessula, distrutta nell'anno 880 dai Saraceni.
Il 15 maggio 1503 a Gaudello Gonzalo Fernández de Córdoba fu nominato come primo Viceré del Regno di Napoli.

## Società
A Gaudello vi si trova una farmacia, una stazione di polizia, una struttura alberghiera, un ufficio postale e diverse attività commerciali.

## Infrastrutture e trasporti

### Strade
Guadello è attraversata in gran parte dalla Via dei Sanniti che collega Acerra alla Valle Caudina.

### Ferrovie
La stazione più vicina è quella di Cancello.